# Панкратова Ганна Михайлівна
Ганна Михайлівна Панкратова (4 ...(16) лютого 1897, Одеса, — 25 травня 1957, Москва) — радянський історик, академік, громадський діяч. Член ЦК КПРС у 1952—1957 роках. Депутат Верховної ради СРСР 4-го скликання.

## Біографія
Народилася 4 лютого 1897 року  в Одесі в родині робітників. 
В 1914 році після закінчення  гімназії почала викладати у вечірній та недільній школах. У 1914 - 1917 роках  навчалася на історично-філологічному факультеті Одеських вищих жіночих курсів. Під час навчання на курсах брала активну участь у студентському русі, а по їх закінченню працювала інструктором позашкільної освіти (1917–1918). Соціальне походження, громадська діяльність та бурхливі політичні події початку століття підштовхнули до революційної діяльності та вступу до лав комуністичної партії (1919).
У роки громадянської війни була  учасником партизанського руху в Одеській губернії. В 1920–1921 роках перебувала  на партійній роботі в Українській СРР та на Уралі. Як активну учасницю революційних події в 1922 році було направлено на навчання до Інституту червоної професури у Москві, який вона закінчила в 1925 році. У цей час двічі перебувала на стажуванні за кордоном: в 1923 році у Німеччині (Франкфуртський інститут соціальних наук); в 1915 - 1926 роках у Франції  (Соціальний музей, Музей війни). 
Викладала історію на Вищих військово-політичних курсах при Академії Генерального штабу ЗС СРСР,  Інституті червоної професури, Комуністичному університеті  ім. Я. М. Свердлова (1922–1925 рр.),  Ленінградській військово-політичній академії (1926–1927 рр.), Академії комуністичного виховання ім. Н. К. Крупскої (1926–1930 рр.), Вищій школі профспілкового руху ВЦСПС (1927–1929 рр.), Інституті історії Комуністичної академії (1929–1936 рр.), Московському державному педагогічному інституті ім. В. І. Леніна (1942–1947 рр.), Академії гуманітарних наук при ЦК КПРС (1947–1957 рр.) і Московському державному університеті, де по черзі займала посади в. о. професора (1927–1929 рр.), професора (1934–1936, 1947–1953 рр.) та завідувача кафедри історії СРСР (1934–1936 рр).
В 1929 році присвоєно  звання професора, а у 1935 році — науковий ступінь доктора історичних наук. В 1936 році за звинуваченням у зв'язках із троцькістами виключена із лав партії та відправлена у заслання до Саратова. 1 квітня 1937 року затверджена професором історичного факультету місцевого університету, а від 20 березня 1939 року  до 1 вересня 1940 року  займала посаду завідувача кафедри історії народів СРСР. На історичному факультеті  керувала семінаром з історії народів Поволжя. За її ініціативою була відкрита аспірантура.
У 1939 році добилася відновлення у лавах партії та одночасно з роботою в університеті як старший науковий співробітник і заступник директора Інституту історії АН СРСР (1939–1957 рр.) керувала групою з вивчення історії СРСР при цьому інституті. В 1040 році  повернулась до Москви. У роки Другої світової війни разом з групою спеціалістів Інституту історії евакуйована до Алма-Ати.  
Повернувшись в 1947 році  до Москви продовжила працювати в Московському університеті та одночасно в АН СРСР. У 1953–1957 роках була головний редактор журналу «Питання історії», а до цього часу член редколегій журналів «Історик-марксист», «Боротьба класів "Історичний журнал", «Радянська книга" "Викладання історії в школі" та ін. Представляла історичну науку на міжнародних конгресах істориків: Варшава (1933–1934 р.), Будапешт (1953 р.), Рим (1955 р.). Велику кількість часу приділяла громадській діяльності — голова Національного комітету істориків СРСР (1955–1957 р.) і Асоціації сприяння ООН в СРСР. На XIX та XX з'їздах КПРС обиралась у члени ЦК КПРС, була депутатом Верховної Ради СРСР 4 скликання, членом Президії Верховної Ради СРСР.  
Померла 25 травня 1957 у Москві. Похована на Новодівочому кладовищі Москви.

## Наукова діяльність.
В роки війни під її керівництвом група відомих вчених-істориків з Москви, Ленінграду і Алма-Ати приступила до написання «Історії Казахської РСР». Це був перший у радянській історичній науці досвід узагальнення історії у масштабі союзної республіки від найдавніших часів до перших років війни. В умовах суворого воєнного часу, ідеологічного тиску, спірності багатьох питань така робота мала велике значення. До складу авторського колективу входили А. Баєвський, А. Бернштам, М. Вяткін, Б. Греков, Н. Дружинин, Н. Тимофєєв, А. Якунін та ін. Книга стала віхою у вивченні історії народів СРСР та надала стимул для наукового пошуку, дискусій, розширенню кола історичних джерел, що стосується як дорадянського, так і радянського періоду. Крім керівництва проектом, написання окремих розділів та редагування книги, Г. Панкратова виступила зі статтею-узагальненням. Брала участь у написанні першого тому цього видання (1949 р.), в обговоренні питань, пов'язаних із розв'язанням різних проблем історії Казахстану, давала наукові консультації.
Автор майже 200 наукових робіт з історії робітничого класу, революційного й робітничого рухів, західноєвропейського пролетаріату та керівник багатотомних документальних публікацій з історії революції 1905–1907 рр., радянського суспільства. Її першою фундаментальною науковою працею була монографія з історії робітничого класу (1923), в якій вона систематизувала зібрані на Уралі архівні матеріали та документи центральних архівів. Брала участь у створенні «Історії дипломатії» (1945 р.), а як голова історичної секції навчально-методичної ради протягом декілька років керувала укладенням програми з історії СРСР для середньої та вищої школи, методичних посібників для учителів. Під редакцією Г. Панкратової та за її авторської участі був створений підручник з історії СРСР для 8-10-х класів (1940 р.), який вважався основним протягом багатьох років та мав численні перевидання. Підручник з історії для 10-х класів був першим досвідом систематичного викладання післяжовтневого періоду історії СРСР.
Під її керівництвом готувались докторські дисертації істориків Е. Бекмаханова і С. Покровського. Вченою було надано чимало зусиль для відновлення імені відомого представника казахського народу Чокана Валіханова.
В 1939 році була обрана членом-кореспондентом Академії Наук СРСР, а у 1953 році - дісним членом (академіком відділення історичних наук, спеціалізація: історія СРСР). Також була дійсним членом АН Білоруської РСР (1940 р.), Академії педагогічних наук СРСР (1944 р.), членом АН Румунії (1955 р.), почесним членом АН Угорщини (1955 р.), іноземним членом АН Німецької Демократичної Республіки (1957 р.)

## Праці
- Фабзавкомы в борьбе за социалистическую фабрику. — М., 1923;
- Фабзавкомы и профсоюзы. Россия, Германия, Италия и Франция. — М., 1924
- О фашистской диктатуре в Германии // Борьба классов. — 1933. — № 5. — С. 2‒22
- Фашизм и рабочий класс Германии // Борьба классов. — 1933. — № 6. — С. 9‒29.
- Петербургский «Союз борьбы за освобождение рабочего класса». — М., 1939;
- Историческая наука в СССР за 25 лет (1917‒1942) // Исторический журнал. — 1942. — № 10. — С. 31‒48
- История Казахской ССР: с древнейших времен до наших дней. — Алма-Ата, 1943;
- Формирование пролетариата в России (XVII–XVIII вв.). — М., 1963;
- Рабочий класс России: Избранные труды. — М., 1983.

## Нагороди
- Ордени Леніна (1953 р.), Трудового Червоного Прапора (1945, 1957 рр.).
- Медалі «За доблесну працю у Великій Вітчизняній війні 1941—1945 рр.», «В пам'ять 800-річчя Москви»

- Сталінська премія (1946 р.).

- Почесні звання «Заслужений діяч науки РРФСР», «Заслужений діяч науки Казахської ССР».